# Saint-Raphaël (Quebec)
| Saint-Raphaël                                  |                        |
| Saint-Raphael3.jpg                             |                        |
| Coordenadas: 46º48'N, 70º45'W                  |                        |
| Província                                      | Quebec                 |
| Região administrativa                          | Chaudière-Appalaches   |
| Incorporado em                                 | 8 de dezembro de 1993  |
| Prefeito                                       | Gilles Breton          |
| Código postal                                  | 19082                  |
|                                                |                        |
| Área                                           |                        |
| - Cidade                                       | 120 km², 48 mi²        |
| Fuso horário                                   | UTC -5                 |
| População (2006)                               |                        |
| - Cidade                                       | 2.329                  |
| - Densidade                                    | 19 hab/km², 49 hab/mi² |
| Website: www.municipalite.saint-raphael.qc.ca/ |                        |

Saint-Raphaël é uma municipalidade canadense do conselho  municipal regional de Bellechasse, Quebec, localizada na região administrativa de Chaudière-Appalaches. Em sua área de pouco mais de 120 km, habitam 2 329 pessoas.